# Stade Meneng
Pour l’article homonyme, voir Meneng.
Le stade Meneng est le stade national de la République de Nauru située dans l'océan Pacifique, au nord-est de l'Australie. Toujours en construction, il devrait avoir une capacité de 3 500 places une fois achevé.

## Caractéristiques

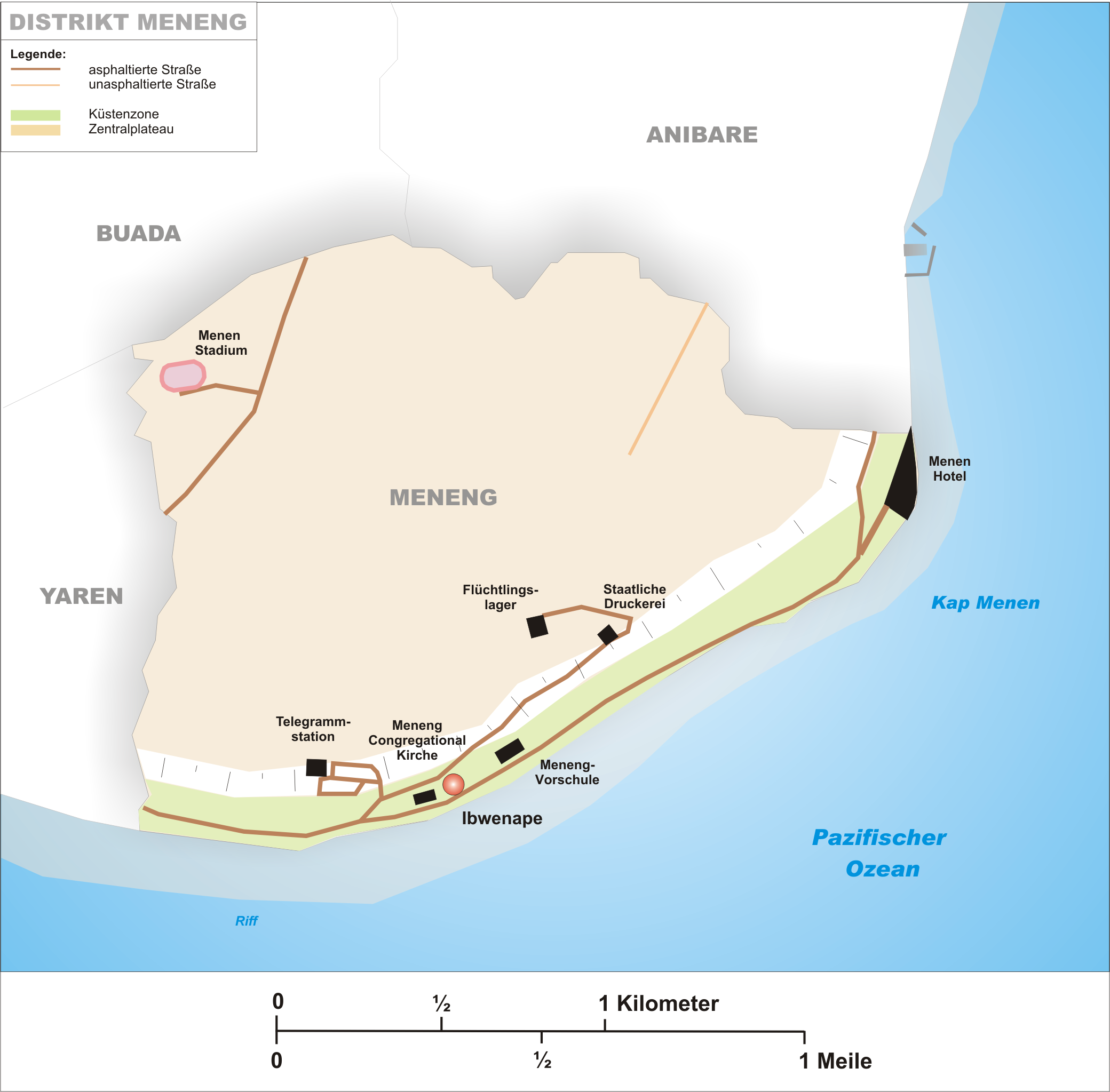
Carte du district de Meneng avec le stade Meneng en haut à gauche.

Situé sur le plateau de Nauru, dans le Nord-Ouest du district de Meneng, le stade Meneng devrait avoir une capacité de 3 500 spectateurs répartis en plusieurs tribunes non couvertes. Il est desservi par la route reliant les ateliers de la Republic of Nauru Phosphate Corporation et le stock de minerai de phosphate à la côte au niveau du district de Boe.
Son terrain central est prévu pour accueillir les matches de l'équipe de Nauru de football ainsi que d'autres manifestations sportives tandis que les locaux abriteraient les vestiaires, les bureaux du stade, les bureaux des différentes équipes ainsi que le Comité national olympique nauruan.

## Histoire

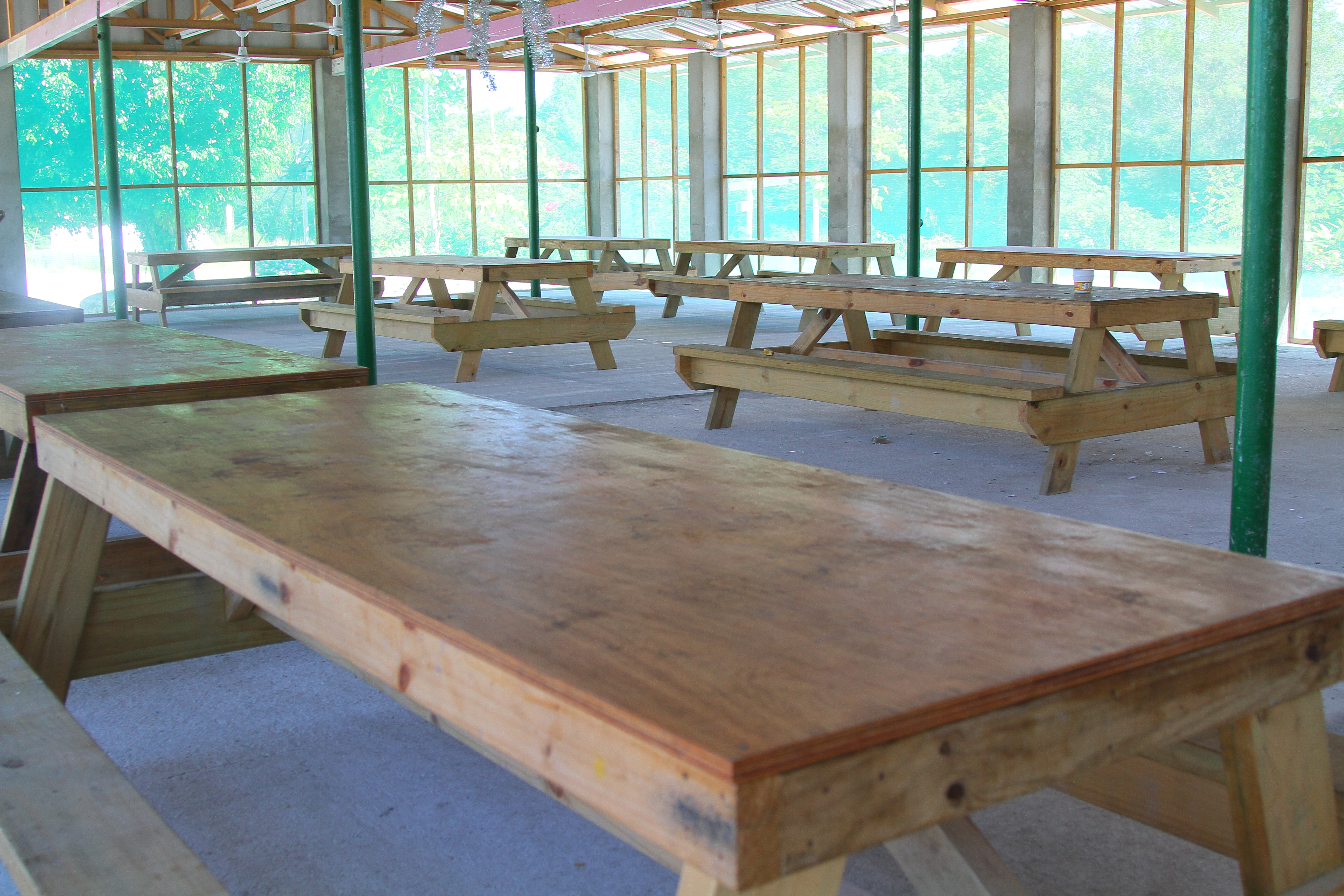
Nouvelle salle de restauration des réfugiés du stade Meneng en août 2012.

La construction du stade Meneng a été interrompue en raison de sa transformation en camp de rétention de réfugiés dans le cadre de la Solution du Pacifique entre septembre 2001 et septembre 2004. Depuis la fermeture du centre, sa construction été gelée pour trois ans pour cause de problèmes financiers affectant l'ensemble de l'économie du pays.
Depuis cette date, le stade n'a plus accueilli de compétitions sportives en raison du manque d'argent permettant de finir la construction